# Syringodea flanaganii
Syringodea flanaganii är en irisväxtart som beskrevs av John Gilbert Baker. Syringodea flanaganii ingår i släktet Syringodea och familjen irisväxter. Inga underarter finns listade i Catalogue of Life.